# 查德·赫德里克
查德·赫德里克（英語：Chad Hedrick，1977年4月17日—），美国前男子速度滑冰运动员。他曾参加2006年和2010年两届冬季奥运会，共收获一枚金牌、两枚银牌和两枚铜牌。